# Haigermoos
Haigermoos je obec v rakouské spolkové zemi Horní Rakousy, v okrese Braunau.
V roce 2012 zde žilo 588 obyvatel.